# Целинное сельское поселение (Краснодарский край)
Целинное сельское поселение —  муниципальное образование в составе Славянского района Краснодарского края России. 
В рамках административно-территориального устройства Краснодарского края ему соответствует Целинный сельский округ.
Административный центр и единственный населённый пункт — посёлок Целинный.

## Население
| 2010  | 2012  | 2013  | 2014  | 2015  | 2016  | 2017  |
| ----- | ----- | ----- | ----- | ----- | ----- | ----- |
| 1826  | ↗1829 | ↘1828 | ↗1851 | ↗1856 | ↗1895 | ↗1900 |
| 2018  | 2019  | 2020  | 2021  | 2023  |       |       |
| ↘1896 | ↘1887 | ↘1885 | ↘1788 | ↘1750 |       |       |